# Estación Soitué
Estación Soitué era una estación ferroviaria ubicada en el paraje rural del mismo nombre, en el Departamento de San Rafael, Provincia de Mendoza, Argentina.

## Historia
La estación fue inaugurada en 1914 por el Ferrocarril del Oeste. En 1948 pasó a formar parte del Ferrocarril Domingo Faustino Sarmiento. Fue clausurada para todo tipo de servicios en 1977.

## Servicios
Actualmente no presta servicios de ningún tipo ya que se suspendieron en la década de los 60. 
Los 19 km entre Soitué y Colonia Alvear Oeste el tren los cubría en 45 minutos, a un promedio de 25 km/h. El servicio se prestaba con coches motores desde Colonia Alvear Oeste con una frecuencia de dos trenes por semana. 
Uno partía de Colonia Alvear Oeste los días viernes por la mañana y regresaba antes del mediodía para combinar con el tren que partía con destino a Once. El otro servicio se prestaba los días jueves por la tarde después de hacer combinación con el tren que venía de Once. Esa misma tarde la formación emprendía su regreso a Colonia Alvear Oeste.
La estación era cabecera del siguiente ramal:
- S-30 (Colonia Alvear O. - Soitué)